# Moab (fils de Loth)
Pour les articles homonymes, voir Moab.
Moab (hébreu : מוֹאָב) est un personnage de la Bible hébraïque et l'Ancien Testament, et l'ancêtre des Moabites.

## Présentation
Selon la Genèse (Gen 19, 30-38), Moab est un fils de Loth et serait le fruit d'un inceste. Les filles de Loth, survivants de Sodome détruite par la colère divine, enivrent leur père et « couchent avec lui » pour s'assurer une descendance. La fille aînée donne naissance à Moab, la plus jeune à Ben-Ammi. Loth était le père et en même temps le grand-père des deux enfants, qui devinrent les ancêtres de peuples entiers : Moab devint l'ancêtre des Moabites, Ben-Ammi l'ancêtre des Ammonites.  
Selon un ouvrage juif du Moyen Âge, le Sefer ha-Yashar, Moab eut quatre fils : Ar, Mayoun, Tarsion et Qanvil. 
Puisque Loth était un neveu d'Abraham, les deux peuples frères, Moabites et Ammonites, étaient respectivement apparentés aux Hébreux et aux Israélites. Dans d'autres sources écrites, ils apparaissent pour la première fois au XIIIe siècle av. J.-C. sur une inscription égyptienne. 
Du fait notamment des origines incestueuses de Moab, les Moabites sont considérés comme un peuple maudit. Pour autant, à l'époque des Juges d'Israël, Ruth la Moabite dont l'histoire est relatée dans le livre de Ruth est une juive convertie dotée de nombreuses qualités et attachée aux valeurs du judaïsme après la mort de son premier époux, qui sera la bru de Naomi, l'épouse de Boaz, la mère d'Obed, la grand-mère de Jessé et l'arrière-grand-mère du roi David. Quand il prendra le maquis, David met sa famille en sûreté auprès du roi de Moab et fera par la suite preuve d'une relative clémence  dans sa guerre contre les Moabites (I Sam., XXII, 3-4).